# Берри, Лев Яковлевич
Лев Яковлевич Берри (1907―1976) ― советский экономист, доктор экономических наук, профессор, заведующий кафедрой организации и планирования народного хозяйства СССР экономического факультета Московского университета (1963—1976).

## Биография
Родился 21 июля 1907 года в поселке Янполь Подольской губернии.
В 1929 году окончил экономический факультет[уточнить] Воронежского государственного университета. С 1930 года занимается научной и преподавательской работой. В 1942 году защитил кандидатскую диссертацию, в 1954 году ― докторскую. В 1956 году избран профессором.
В 1963 году основал и стал заведующим кафедрой планирования народного хозяйства экономического факультета Московского университета. Здесь читал курс «Планирование народного хозяйства СССР».
Умер в 1976 году в Москве.

## Научная деятельность
Занимался проблемами экономики промышленности, специализации и кооперированию производства. Изучал вопросы разделения труда, методологии экономического планирования.
Стал организатором и заведующим кафедрой планирования народного хозяйства (ныне кафедра макроэкономической политики и стратегического управления) экономического факультета Московского университета. Был одним из создателей отечественной школы структурного межотраслевого анализа.

## Награды и звания
- Лауреат Государственной премии СССР (1967, за цикл исследований по разработке методов анализа и планирования межотраслевых связей и отраслевой структуры народного хозяйства, построению плановых и отчётных межотраслевых балансов)
- Лауреат Ломоносовской премии (1969, за учебник «Планирование народного хозяйства СССР». Учебник был переведен на испанский, английский и японский языки.)

## Сочинения
- Разделение труда в социалистическом обществе, 2-е изд., М., 1948
- Специализация и кооперирование в пром-сти СССР, М., 1954
- Материально-техн. база коммунизма, М., 1960
- Промыщленность США в 1929—1963. Технико-экон. тенденции и структурные сдвиги, М., 1965
- Воспроизводство совокупного обществ, продукта и методологические проблемы межотраслевых балансов стран-членов СЭВ, т. 1, М., 1970 (под ред.)
- Экономика социалистической промышленности, 5 изд., М., 1974 (совм. с Б. И. Брагинским).